# Viande séchée
La viande séchée est une préparation traditionnelle de nombreuses régions du monde. Elle permet de conserver la viande plus longtemps et de réduire de façon extrêmement importante son poids et volume. Ces avantages en ont donc fait un aliment de choix pour les voyageurs, explorateurs et peuples nomades. On peut citer comme exemples :

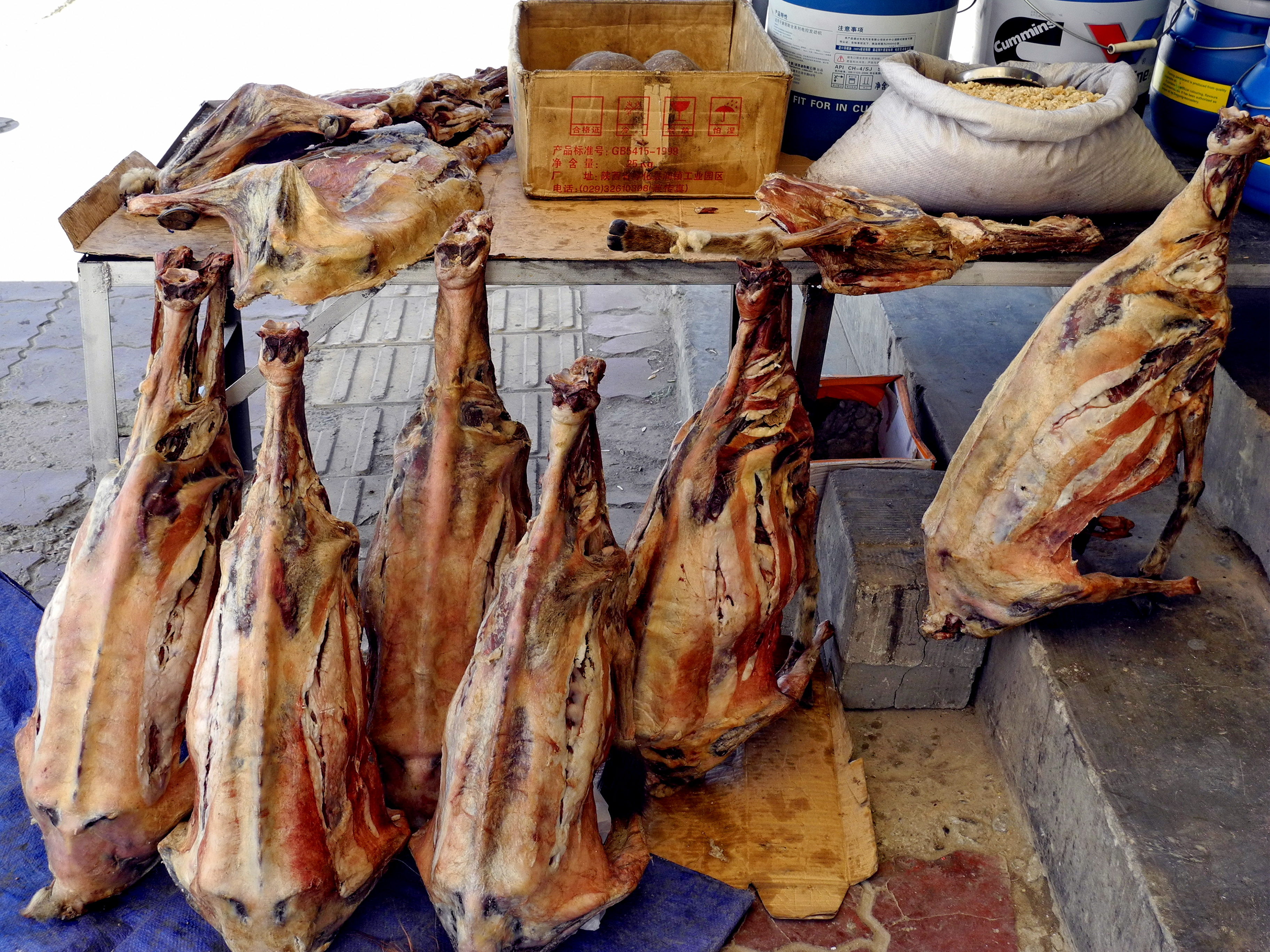
mouton séché des hauts-plateaux tibétains

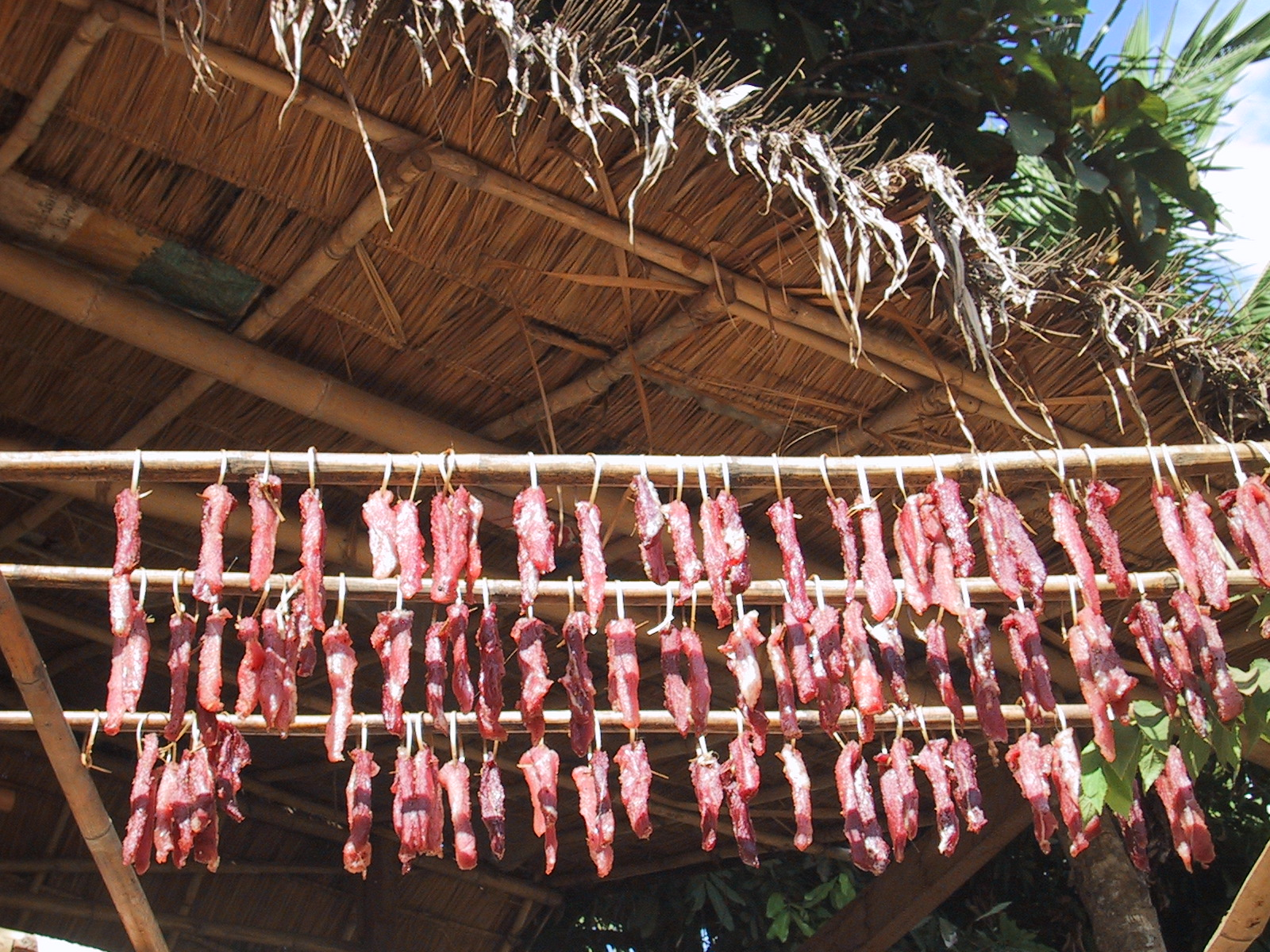
morceaux de bœuf séchant au soleil au Laos

- le biltong, d'Afrique du Sud, mis au point par les Afrikaners pour survivre au Grand Trek ;
- le quanta (ቋንጣ), d'Éthiopie.
- La misgiccia, viande de chèvre séchée et fumée, autrefois consommée en Corse. Sens: de couleurs différentes.
- la bresaola, de la viande de bœuf séchée à l'air libre et salée, originaire de la vallée de Valteline dans le nord de l'Italie ; variante : la Chipped beef ;
- Le brési , charcuterie traditionnelle à base de viande de bœuf salée et fumée en tuyé, de la cuisine franc-comtoise du Haut-Doubs en France et de la cuisine du canton du Jura et du Jura bernois en Suisse ;
- la carne de sol, littéralement viande de soleil, au Brésil ;
- la carne seca, littéralement viande sèche, au Brésil ;
- la cecina, viande salée séchée et légèrement fumée produite dans le Nord-Ouest de l'Espagne (Asturias, León, Cantabria). Il existe de la cecina de vache, mais on en fait aussi à base de viande de cheval, de mouton, de chèvre, voire de gibier. On fait également de la cecina en Amérique latine, notamment à Cuba et au Mexique ;
- le charmout au Tchad,
- le jambon cru du Valais, en Suisse ;
- le jerky, plat inca originellement à base de viande de lama ou alpaga, et actuellement préparé avec du bœuf ;
- le khlii, gueddid ou kadid au Maghreb ;
- le kilichi au Niger ;
- le kuivaliha, viande, souvent de renne, séchée à l'air libre et salée, du nord de la Finlande ;
- le lard sec du Valais, en Suisse ;
- le mouton séché du Tibet ;
- le pemmican, un mélange de viande séchée, de graisse animale et de petits fruits ;
- la saucisse sèche du Valais, en Suisse ;
- la viande des Grisons, en Suisse ;
- la viande séchée du Valais, en Suisse ;
- le pastirma, viande de bœuf, en Turquie ;
- le pastrami viande de bœuf, en Roumanie et dans le monde.